# Allobarbital
L'allobarbital, aussi appelé allobarbitone et commercialisé sous les noms Dial, Cibalgine (en association avec l'aminophénazone) ou Dial-Ciba (en association avec le carbamate d'éthyle), est un dérivé barbiturique découvert en 1912 par Ernst Preiswerk et Ernst Grether, alors chercheurs chez CIBA. Il servait principalement d'anticonvulsivant, bien qu'il ait été largement supplanté par de nouveaux médicaments offrant une meilleure sécurité d'utilisation. L'allobarbital reste utilisé comme adjuvant pour renforcer l'efficacité des analgésiques, ainsi que dans le traitement de l'insomnie et de l'anxiété.
L'allobarbital n'a jamais connu une utilisation aussi répandue que d'autres barbituriques plus célèbres, tels que le phénobarbital ou le sécobarbital. Toutefois, il a été davantage employé dans certains pays européens, comme la Bulgarie et la Slovaquie, et reste encore utilisé en Pologne, mais uniquement sous forme de composé.